# Toliara (ciudad)

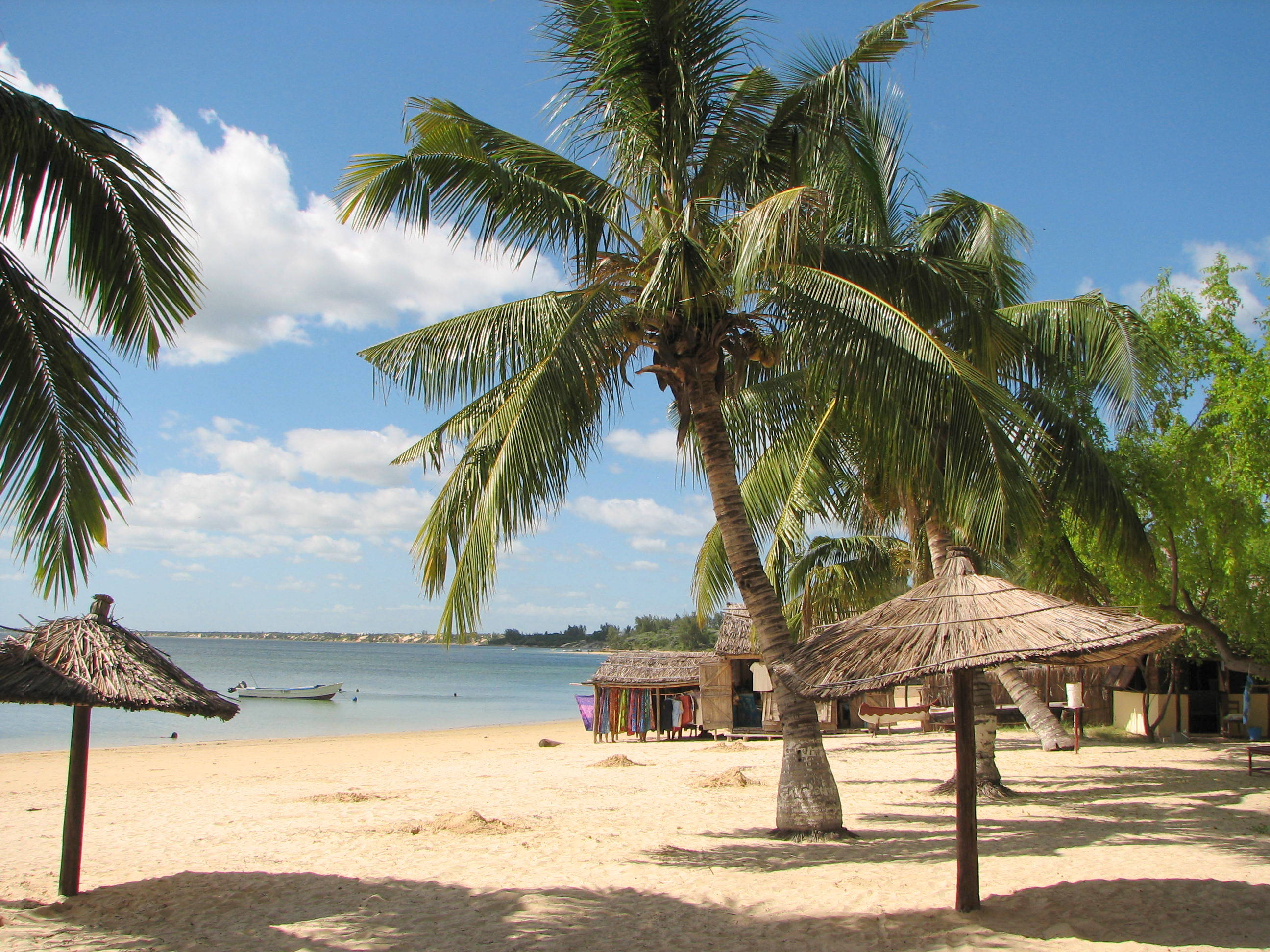
Playa de Toliara

Toliara es una ciudad de Madagascar.
Es la capital de la región Atsimo-Andrefana y de la provincia de Toliara.
La ortografía actual del nombre se adoptó en la década de 1970, y refleja la ortografía de la lengua malgache. Muchos nombres de lugares geográficos se alteraron de manera similar en este momento de sus grafías francesas anteriores después de la independencia de Madagascar en 1960.
La ciudad tiene una población de 168.756 habitantes (censo de 2018). Como ciudad portuaria, actúa como una importante centro de importación/exportación de productos básicos como el sisal, el jabón, el cáñamo, el algodón, el arroz y los cacahuetes.